# Сибирский, Александр Васильевич
Князь Алекса́ндр Васи́льевич Сиби́рский (1779—1836) — генерал-лейтенант русской императорской армии, участник русско-шведской войны 1808-1809 годов и Наполеоновских войн. Отец археолога А. А. Сибирского.

## Биография
Родился в 1779 году; из Кучумовичей, сын генерала от инфантерии Василия Фёдоровича Сибирского.
Ещё в младенчестве, 8 ноября 1779 года, был записан на военную службу в лейб-гвардии Преображенский полк.
1 января 1791 года Сибирский был зачислен в Московское комиссариатское депо в чине капитана.
В 1795 году Сибирский был переведён в Черноморский гренадерский корпус майором и уже в девятнадцать лет получил погоны подполковника, а менее чем через два года произведён в полковники.
30 января 1805 года назначен командиром Апшеронского мушкетерского полка, а 8 сентября того же года — командиром Нарвского мушкетерского полка. С этим полком принял участие в Войне третьей коалиции. В битве под Аустерлицем получил ранение в ногу и попал в плен, где находился до 1807 года.
22 июля 1808 года был назначен шефом Могилёвского мушкетерского полка. Принимал участие в русско-шведской войне 1808—1809 годов. 14 апреля 1809 года за отличие в боях был награжден чином генерал-майора. Также за отличие в боях был награждён золотой шпагой с надписью "За храбрость" и орденом Святого Владимира 3-й степени.

После вторжения Наполеона I в пределы Российской империи, Сибирский принимал участие в ряде битв Отечественной войны 1812 года. Был пожалован орденом Святой Анны 1-й степени. За сражение 6 августа под Полоцком был награждён 4 сентября 1812 года орденом Святого Георгия 3-го класса 
в воздаяние отличных подвигов мужества и храбрости, оказанных в сражении против французских войск 5 и 6-го августа при Полоцке
.
После изгнания неприятеля из России, принял участие в Заграничном походе русской армии. В сражении при Рейхенбахе был ранен и отправлен в варшавский госпиталь. За отличие в боях был награждён бриллиантовыми знаками к ордену Святой Анны 1-й степени и золотой шпагой с надписью "За храбрость", украшенной алмазами.
Сменив после войны несколько должностей Сибирский был 12 декабря 1824 года удостоен чина генерал-лейтенанта.
Генерал-лейтенант А. В. Сибирский был утверждён для внесения в Военную галерею в 1822 году. К её открытию в 1826 году портрет ещё не был написан, и на стену была помещена рама, затянутая зелёным шёлком, с именной табличкой. 22 ноября 1833 года министр Императорского Двора князь П. М. Волконский по приказу императора Николая I распорядился не начинать работу над портретом Сибирского. При этом пустая рама в галерее была оставлена. 3 января 1836 года «Высочайшим повелением» вместо так и не написанного изображения А. В. Сибирского в Военной галерее был размещён портрет генерал-лейтенанта А. Б. Фока. По мнению ряда историков, например, В. М. Глинки, Сибирский был исключён из Военной галереи за положительную аттестацию служивших под его началом декабристов П. И. Пестеля, Н. И. Лорера и П. В. Аврамова. Историк А. А. Подмазо оспаривает эту версию, считая, что если бы император-самодержец захотел наказать Сибирского за «симпатии» к декабристам, он вряд ли стал тянуть десять лет. По мнению Подмазо, причиной исключения генерал-лейтенанта из Военной галереи стала жизнь не по средствам, вылившаяся в суд за крупную растрату казённых денег.

## Награды
- Золотая шпага с надписью «За храбрость» (15.02.1809)
- Орден Святого Владимира 3-й степени (02.08.1809)
- Орден Святой Анны 1-й степени (03.09.1812)
- Орден Святого Георгия 3-й степени (04.09.1812)
- Бриллиантовые знаки к ордену Святой Анны 1-й степени (17.03.1813)
- Золотая шпага с надписью «За храбрость», украшенная алмазами (02.12.1813)

Иностранные:
- Прусский орден Красного орла 2-го класса (1813)